# East Orange
East Orange is een plaats (city) in de Amerikaanse staat New Jersey, en valt bestuurlijk gezien onder Essex County.

## Demografie
Bij de volkstelling in 2000 werd het aantal inwoners vastgesteld op 69.824.
In 2006 is het aantal inwoners door het United States Census Bureau geschat op 67.247, een daling van 2577 (-3,7%).

## Geografie
Volgens het United States Census Bureau beslaat de plaats een oppervlakte van
10,2 km², geheel bestaande uit land.

## Plaatsen in de nabije omgeving
De onderstaande figuur toont nabijgelegen plaatsen in een straal van 8 km rond East Orange.

## Geboren in East Orange
- Gilbert Harman (1938-2021), filosoof
- Dionne Warwick (1940), zangeres
- Richard Thaler (1945), econoom en Nobelprijswinnaar (2017)
- Kerri Chandler (1969), danceproducer
- Dorian Missick (1976), acteur
- Dorian Scott (1982), Jamaicaans atleet